# Qasr ez-Zaʿfaran
Qasr ez-Zaʿfaran ist eine Fundstelle, die aus zwei nahegelegenen Wachtürmen besteht. In der Wissenschaft werden diese Türme zumeist als Zafaran A und B beziehungsweise Zafaran I und II bezeichnet. Die Bauwerke haben wohl einen eisenzeitlichen Ursprung. Da jedoch keine wissenschaftlichen Ausgrabungen an diesen Fundplätzen vorgenommen worden sind, gibt es verschiedene Theorien über deren baugeschichtliche Gründung und Entwicklung. Als gesichert gilt jedoch eine Nutzung dieser Bauwerke während des Prinzipats und der Spätantike. Sie lagen damals am vorderen Limes Arabiae et Palaestinae in der Provinz Arabia. Die beiden Wachtürme befinden sich heute auf dem Gebiet des Gouvernements Amman, rund 38 Kilometer südsüdöstlich vom Zentrum der jordanischen Landeshauptstadt Amman entfernt.
Die Befestigung des Limes Arabicus in diesem Gebiet begann mit der Annexion des Nabatäerreiches während der Regierungszeit des Kaisers Trajan (98–117) im Jahr 106 n. Chr. Zur Sicherung der neugewonnenen Gebiete ließ der Kaiser zwischen 107 und 114 n. Chr. mit der Via Traiana Nova eine von Süden nach Norden verlaufende Militärstraße entlang des damaligen Limesverlaufs ausbauen, die von der Hafenstadt Aila (Akaba) am Roten Meer bis zum Legionslager Bostra im heutigen Syrien reichte. Die dort stationierte Legio III Cyrenaica zeichnete für den Bau der Straße verantwortlich.
Die keramischen Untersuchungen, die am 30. Mai 1933 mit den Arbeiten des Biblischen Archäologen Nelson Glueck (1900–1971) begannen und durch neuere Projekte bestätigt wurden, deuten auf eine weit verbreitete römische Wiederbesetzung älterer Wachposten aus der Eisen- und der Nabatäerzeit hin. Diese Posten beherrschten bereits viele der wichtigsten Einfalls- und Transhumanzrouten sowie zentrale Wasserquellen.

## Zafaran A

### Lage
Die Reste dieses Bauwerks befinden sich rund 4,50 Kilometer südwestlich der heute frühislamisch geprägten Fundstätte Umm el-Walid an einer Straßentrasse, die in die fruchtbare Ebene zwischen der Stadt Dhiban und dem Kavalleriekastell Kastron Mefaa führt. Die Via Traiana Nova verlief rund zehn Kilometer östlich. Der US-amerikanische Provinzialrömische Archäologe Samuel Thomas Parker (1950–2021) war überrascht, dass sowohl die Nabatäer als auch die Römer den strategisch herausragenden eisenzeitlichen Fundplatz Rujm er-Rumeil nicht wiederbesetzten, um das Wadi eth-Themed zu überwachen. Anscheinend genügte es den Militärs in dieser Region, das Trockental lediglich vom Nordufer aus zu kontrollieren, indem sie die beiden Türme Zafaran A und B einer neuen Nutzung zuführten.

### Baugeschichte

#### Zeitliche Zuordnung
In der im Allgemeinen wissenschaftlich nicht geteilten Meinung des britisch-australischen Provinzialrömischem Archäologen David L. Kennedy (2004) ist der Wachturm Zafaran A wahrscheinlich erst nabatäischen Ursprungs. Nach der 1934 veröffentlichten Untersuchung der Oberflächenkeramik durch Glueck und später durch Parker (1986) kann jedoch von einer eisenzeitlichen Entstehung ausgegangen werden. Diese Meinung teilten auch der
Alttestamentler Erasmus Gaß (2009) und der kanadische Archäologe Steven Edwards (2020). Gaß wies zum Ursprung des Turmes darauf hin, dass dessen Keramik mit Funden aus Diban vergleichbar sei, was in der Vergangenheit eine moabitische Nutzung nahegelegt hat. Neuere Untersuchungen wiesen jedoch eher auf eine ammonitische Keramiktradition hin. Parker sah die ursprünglich eisenzeitlichen Zwillingstürme von Zafaran als eine Ergänzung zum Rujm er-Rumeil auf der anderen Seite des Wadis an.
Einigkeit herrscht in der Feststellung, dass Zafaran A nach einer frühen Nutzungsphase umgebaut wurde. Glueck glaubte, der Turm sei durch die Nabatäern wieder aufgebaut worden. Kennedy war der Meinung, das Bauwerk sei nach der römischen Okkupation des Nabatäerreiches vom 2. bis 4. Jahrhundert von den Römern wiederverwendet worden. Parker stellte nach dem Ende der nabatäischen Nutzung eine Neubesetzung für die Zeit nach 135 fest. Erneute Einigkeit gibt es in der Auffassung, dass Zafaran A von den Byzantinern nicht mehr genutzt wurde. Im Gegensatz zu Parker bleibt es für Kennedy fraglich, ob Zafaran A von den Römern militärisch genutzt wurde, da bisher nur datierbare keramische Reste als Beleg bekannt sind – Militaria also fehlt. Die Keramikfunde legten für Parker eine militärische Wiederbesetzung des Wachturms in der Umayyadenzeit nahe.
Anschließend wird das von Parker 1976 an diesem Fundplatz gesammelte keramische Material nach der von ihm 2006 veröffentlichten Datierung quantifiziert: An Turm Zafaran A konnte damals mit 391 Keramikfragmenten reichhaltiges Oberflächenmaterial aufgelesen werden. Von diesem Material wurden 133 Scherben genauer datiert:
| Anzahl | Zeitstellung           | Bemerkung                  |
| ------ | ---------------------- | -------------------------- |
| 4      | eisenzeitlich I        | ca. 1200–900 v. Chr.       |
| 28     | eisenzeitlich II       | ca. 900–539 v. Chr.        |
| 70     | frührömisch-nabatäisch | ca. 63 v. Chr.–135 n. Chr. |
| 19     | spätrömisch I-IV       | ca. 135–324                |
| 11     | umayadisch             | ca. 661–750                |
| 1      | neuzeitlich            |                            |

Glueck fand 1933 eine Vielzahl an nabatäischen und große Mengen an eisenzeitlichen Scherben.

#### Beschreibung
Der rechteckige Wachturm Zafaran A, der größere und höher gelegene der beiden Zwillingstürme, bildet ein Rechteck von 21,50 × 16,50 Metern, dessen Außenwände noch insgesamt bis zu 6,20 Meter hoch erhalten sind. Der ursprüngliche Turm könnte damit eine Höhe von bis zu 14 oder 15 Meter erreicht haben. Gaß fügte hinzu, dass die Umfassungsmauern rund 1,70 Meter stark sind. Mit seinen vier Flanken orientiert sich der Turm ungefähr nach den Haupthimmelsrichtungen. Nach Kennedy steht der Bau auf der kreisrunden Kuppe eines Hügels. Parker beschrieb den Standort stattdessen als ein massives kreisförmiges Podium von rund 30 Metern Durchmesser, das nach Gaß 1,28 Meter hoch ist. Eine grob gesetzte Steinmauer umgibt sowohl das Podium als auch den Turm. Nach Gaß konnte der Turm vermutlich durch einen Eingang in der Ostmauer betreten wurde. Für Parker waren keine Spuren eines ebenerdigen Eingangs erkennbar. Er nahm daher einen Zugang über eine außen angesetzte Leiter an, die in ein höhergelegenes Stockwerk führte. Im Inneren des Turms sind je sechs quadratische Pfeiler parallel zur Nord- und Südmauer errichtet worden, wobei eine Trennmauer, in diesem Fall parallel zur Westmauer, zwischen die Pfeiler gesetzt wurde. Zafaran A besteht aus grob zugerichteten rechteckigen Horn- und Kalksteinblöcken, die als anstehendes Gestein wahrscheinlich vor Ort abgebaut wurden. Die Sicht bietet laut Kennedy einen weiten Rundumblick in alle Himmelsrichtungen, wobei Parker diesen hervorragenden Fernblick leicht einschränkt, da in Richtung Osten der dortige Nebenzulauf des Wadi ath-Themad, nicht eingesehen werden kann.
Um das Bauwerk herum befinden sich teils unmittelbar angrenzend die Reste jüngere Bauten, von denen die südlich gelegene, karreeförmige, an den Turm angeschlossene Ruine eine in geradliniger Form errichtete Raumflucht umfasst. Möglicherweise wurde der Turm über einem früheren Bauwerk errichtet. Parker erkannte zudem an der Süd- und Ostseite der Plattform mit dem Turm mehrere Zisternen, die in den Fels gehauen waren.

## Zafaran B

### Lage
Diese Fundstelle befindet sich ebenfalls rund 4,50 Kilometer südwestlich der heute frühislamisch geprägten Fundstätte Umm el-Walid nahe einer Straßentrasse, die in die fruchtbare Ebene zwischen der Stadt Dhiban und dem Kavalleriekastell Kastron Mefaa führt. Die Via Traiana Nova verlief rund zehn Kilometer östlich. Der US-amerikanische Provinzialrömische Archäologe Samuel Thomas Parker war überrascht, dass sowohl die Nabatäer als auch die Römer den strategisch herausragenden eisenzeitlichen Fundplatz Rujm er-Rumeil nicht wiederbesetzten, um das Wadi eth-Themed zu überwachen. Anscheinend haben sowohl die Nabatäer, als auch die Römer das Wadi an dieser Stelle lediglich vom Nordufer aus überwacht und damit die beiden Türme Zafaran B und A einer neuen Nutzung zugeführt. Zafaran B liegt rund einen Kilometer südöstlich der Turmstelle Zafaran A und knapp 30 Meter tiefer mit einem ausgezeichneten Blick über einen unmittelbar östlich gelegenen Zulauf zum mäandernden Lauf des Wadi ath-Themad, das im Süden ebenfalls einsehbar ist.

### Baugeschichte

#### Zeitliche Zuordnung
Nach Parker und Kennedy wurde dieses Bauwerk über einer älteren Struktur errichtet und besitzt somit einen vorrömischen Ursprung. Hierbei mutmaßt Kennedy eine eisenzeitliche Gründung, die erst im vierten Jahrhundert nach Chr. wiederbesiedelt wurde. Er sieht jedoch keine Anhaltspunkte für eine militärische Nutzung. Damit könnte der Wachturm seiner Meinung nach auch zivil genutzt worden sein. Auch bei Zafaran B ging bereits Glueck von einer eisenzeitlichen Entstehung aus. Parker sah die ursprünglichen eisenzeitlichen Zwillingstürme von Zafaran als eine Ergänzung zum Rujm er-Rumeil auf der anderen Seite des Wadis an. Glueck wiederholte auch für Zafaran B seine Vorstellung, der ursprüngliche Turm sei später von den Nabatäern über einer älteren Struktur wiederaufgebaut worden. Nach Gaß lassen sich ohne Ausgrabungen keine eisenzeitliche Substrukturen oder Fundamente an diesen Turm mehr nachweisen. Zafaran B wurde seiner Meinung nach erst wesentlich später, wohl in römisch-byzantinischer Zeit vollständig erneuert. Auch für Parker ist es eindeutig belegt, dass diese Fundstelle möglicherweise erst nach der römischen Annexion des Nabatäerreiches erneut genutzt wurde. Eine Verwendung unter den Nabatäern ließ sich anhand der von ihm gesammelten Keramik für Zafaran B nicht nachweisen. Parker blieb jedoch skeptisch, ob sein keramisches Material wirklich alle Nutzungsphasen umfasste.
Anschließend wird das von Parker 1976 an dieser Turmstelle gesammelte keramische Fundmaterial nach der von ihm 2006 veröffentlichten Datierung quantifiziert: An Turm Zafaran B konnten damals lediglich 70 Keramikfragmenten genauer datiert werden:
| Anzahl | Zeitstellung                          | Bemerkung           |
| ------ | ------------------------------------- | ------------------- |
| 61     | eisenzeitlich II                      | ca. 900–539 v. Chr. |
| 9      | spätrömisch IV bis frühbyzantinisch I | ca. 284–363         |

Glueck fand 1933 bei seiner Feldbegehung große Mengen an nabatäischen Scherben aller Art, aber auch einige byzantinische glatte und bemalte Ware. Einige Scherben konnten der Eisenzeit zugeordnet werden.

#### Beschreibung
Etwas kleiner als Zafaran A, besitzt der bemerkenswert gut erhaltene rechteckige Turm Zafaran B Abmessungen von rund 20 × 15,50 Metern und wurde wie Zafaran A aus großen, grob zugerichteten rechteckigen Horn- und Kalksteinblöcken errichtet, die eine Mauerstärke von 2,20 Metern besaßen. Mit ihren vier Ecken orientiert sich die Turmstelle in etwa nach den Haupthimmelsrichtungen. Im Inneren konnten einige Mauerzüge erkannt werden, deren Verlauf allerdings nur schwer nachzuvollziehen ist und die den Bau in verschiedene Räume gliederten. Der offenbar ohne ebenerdigen Zugang errichtete Turm konnte möglicherweise nur über eine Leiter betreten werden, die zu einer Türöffnung in einem der Obergeschosse gehörte.
Glueck sah 1933 um die Turmstelle herum noch verschiedene Gebäudereste und Fundamentmauern, die heute nicht mehr erhalten sind.
Bereits vor dem Jahr 2000, insbesondere aber durch die nach 2004 begonnene Bebauung des umliegenden Areals mit modernen Wohnquartieren ist diese Fundstelle heute substantiell in ihrem Bestand bedroht.